# انتخابات پارلمانی گامبیا (۲۰۱۷)
انتخابات پارلمانی گامبیا در ۶ آوریل ۲۰۱۷ برگزار شد. این نخستین انتخابات پارلمانی از زمان به قدرت رسیدن آداما بارو، رئیس‌جمهور گامبیا بود. در این انتخابات حزب دموکراتیک متحد توانست با تصاحب ۳۱ کرسی از ۵۳ کرسی پارلمان، اکثریت را به دست آورد.

## روش
از میان ۵۳ هم‌وند (عضو) مجلس ملی گامبیا، ۴۸ نفر با روش نخست‌نفری از حوزه‌های انتخابیهٔ تک‌نماینده برگزیده می‌شوند و پنج نفر انتصابی هستند.